# Bowie Box Set
Bowie Box Set is een compilatiealbum van de Britse muzikant David Bowie, uitgebracht in 2007. Het album bevat de uitgebreide versies van de albums 1. Outside (1995), Earthling (1997), 'hours...' (1999), Heathen (2002) en Reality (2003), alle Bowie-albums die in het bezit zijn van Sony.

## Tracklist
- Alle nummers geschreven door Bowie, tenzij anders genoteerd.

### 1. Outside
CD1
1. "Leon Takes Us Outside" (Bowie/Brian Eno/Reeves Gabrels/Mike Garson/Erdal Kızılçay/Sterling Campbell) – 1:25
2. "Outside" (Bowie/Kevin Armstrong) – 4:04
3. "The Hearts Filthy Lesson" (Bowie/Eno/Gabrels/Garson/Kızılçay/Campbell) – 4:57
4. "A Small Plot of Land" (Bowie/Eno/Gabrels/Garson/Kızılçay/Campbell) – 6:34
5. "(Segue) – Baby Grace (A Horrid Cassette)" (Bowie/Eno/Gabrels/Garson/Kızılçay/Campbell) – 1:39
6. "Hallo Spaceboy" (Bowie/Eno) – 5:14
7. "The Motel" – 6:49
8. "I Have Not Been to Oxford Town" (Bowie/Eno) – 3:47
9. "No Control" (Bowie/Eno) – 4:33
10. "(Segue) – Algeria Touchshriek" (Bowie/Eno/Gabrels/Garson/Kızılçay/Campbell) – 2:03
11. "The Voyeur of Utter Destruction (as Beauty)" (Bowie/Eno/Gabrels) – 4:21
12. "(Segue) – Ramona A. Stone/I Am with Name" (Bowie/Eno/Gabrels/Garson/Kızılçay/Campbell) – 4:01
13. "Wishful Beginnings" (Bowie/Eno) – 5:08
14. "We Prick You" (Bowie/Eno) – 4:33
15. "(Segue) Nathan Adler" (Bowie/Eno/Gabrels/Garson/Kızılçay/Campbell) – 1:00
16. "I'm Deranged" (Bowie/Eno) – 4:31
17. "Thru' These Architects Eyes" (Bowie/Gabrels) – 4:22
18. "(Segue) Nathan Adler" (Bowie/Eno) – 0:28
19. "Strangers When We Meet" – 5:07

CD2
1. "The Hearts Filthy Lesson" (Trent Reznor Alternative Mix) – 5:20
2. "The Hearts Filthy Lesson" (Rubber Mix) – 7:41
3. "The Hearts Filthy Lesson" (Simple Test Mix) – 6:38
4. "The Hearts Filthy Lesson" (Filthy Mix) – 5:51
5. "The Hearts Filthy Lesson" (Good Karma Mix by Tim Simenon) – 5:00
6. "A Small Plot of Land" (Basquiat) – 2:48
7. "Hallo Spaceboy" (12" Remix) – 6:45
8. "Hallo Spaceboy" (Double Click Mix) – 7:47
9. "Hallo Spaceboy" (Instrumental) – 7:41
10. "Hallo Spaceboy" (Lost in Space Mix) – 6:29
11. "I am with Name" (Album Version) – 4:01
12. "I'm Deranged" (Jungle Mix) – 7:00
13. "Get Real" (Bowie/Eno) – 2:49
14. "Nothing to be Desired" (Bowie/Eno) – 2:15

### Earthling
CD1
1. "Little Wonder" (Bowie/Gabrels/Plati) – 6:02
2. "Looking for Satellites" (Bowie/Gabrels/Plati) – 5:21
3. "Battle for Britain (The Letter)" (Bowie/Gabrels/Plati) – 4:48
4. "Seven Years in Tibet" (Bowie/Gabrels) – 6:22
5. "Dead Man Walking" (Bowie/Gabrels) – 6:50
6. "Telling Lies" – 4:49
7. "The Last Thing You Should Do" (Bowie/Gabrels/Plati) – 4:57
8. "I'm Afraid of Americans" (Bowie/Eno) – 5:00
9. "Law (Earthlings on Fire)" (Bowie/Gabrels) – 4:48

CD2
1. "Little Wonder (Censored Video Edit)"
2. "Little Wonder (Junior Vasquez Club Mix)"
3. "Little Wonder (Danny Saber Dance Mix)"
4. "Seven Years in Tibet (Mandarin version)" (vertaling door Lin Xi en Elvin Wong)
5. "Dead Man Walking (Moby Mix 1)"
6. "Dead Man Walking (Moby Mix 2 US promo 12")"
7. "Telling Lies (Feelgood Mix)"
8. "Telling Lies (Paradox Mix)"
9. "I'm Afraid of Americans (Showgirls Soundtrack Version)"
10. "I'm Afraid of Americans (Nine Inch Nails V1 Mix)"
11. "I'm Afraid of Americans (Nine Inch Nails V1 Clean Edit)"
12. "V-2 Schneider (live at Paradiso, Amsterdam in June 1997)" (als Tao Jones Index)
13. "Pallas Athena (live at Paradiso, Amsterdam in June 1997)" (als Tao Jones Index)

### 'hours...'
CD1
1. "Thursday's Child" (Bowie/Gabrels) – 5:24
2. "Something in the Air" (Bowie/Gabrels) – 5:46
3. "Survive" (Bowie/Gabrels) – 4:11
4. "If I'm Dreaming My Life" (Bowie/Gabrels) – 7:04
5. "Seven" (Bowie/Gabrels) – 4:04
6. "What's Really Happening?" (Bowie/Gabrels/Alex Grant) – 4:10
7. "The Pretty Things Are Going to Hell" (Bowie/Gabrels) – 4:40
8. "New Angels of Promise" (Bowie/Gabrels) – 4:35
9. "Brilliant Adventure" (Bowie/Gabrels) – 1:54
10. "The Dreamers" (Bowie/Gabrels) – 5:14

CD2
1. "Thursday's Child (Rock Mix)" – 4:29
2. "Thursday's Child (Omikron: The Nomad Soul Slower Version)" – 5:35
3. "Something in the Air (American Psycho Remix)" – 6:03
4. "Survive (Marius De Vries Remix)" – 4:18
5. "Seven (Demo)" – 4:07
6. "Seven (Marius De Vries Remix)" – 4:13
7. "Seven (Beck Mix No. 1)" – 3:46
8. "Seven (Beck Mix No. 2)" – 5:14
9. "The Pretty Things Are Going to Hell (Edit)" – 4:00
10. "The Pretty Things Are Going to Hell (Stigmata Film Version)" – 4:49
11. "The Pretty Things Are Going to Hell (Stigmata Film Only Version)" – 4:00
12. "New Angels of Promise (Omikron: The Nomad Soul Version)" – 4:38
13. "The Dreamers (Omikron: The Nomad Soul Longer Version)" – 5:43
14. "1917" (Bowie/Gabrels) – 3:29
15. "We Shall Go to Town" (Bowie/Gabrels) – 3:55
16. "We All Go Through" (Bowie/Gabrels) – 4:11
17. "No One Calls" (Bowie/Gabrels) – 3:50

### Heathen
CD1
1. "Sunday" – 4:45
2. "Cactus" (Black Francis) – 2:54
3. "Slip Away" – 6:05
4. "Slow Burn" – 4:41
5. "Afraid" – 3:28
6. "I've Been Waiting for You" (Neil Young) – 3:00
7. "I Would Be Your Slave" – 5:14
8. "I Took a Trip on a Gemini Spacehip" (Norman Carl Odam) – 4:04
9. "5:15 The Angels Have Gone" – 5:00
10. "Everyone Says 'Hi'" – 3:59
11. "A Better Future" – 4:11
12. "Heathen (The Rays)" – 4:16

CD2
1. "Sunday (Moby Remix)" – 5:09
2. "A Better Future (Remix by Air)" – 4:56
3. "Conversation Piece" (2001 Re-recording) – 3:51
4. "Panic in Detroit" (1979 Outtake) – 2:57
5. "Wood Jackson" – 4:48
6. "When the Boys Come Marching Home" – 4:46
7. "Baby Loves That Way" – 4:46
8. "You've Got a Habit of Leaving" – 4:53
9. "Safe" – 4:44
10. "Shadow Man" – 4:46

### Reality
CD1
1. "New Killer Star" – 4:40
2. "Pablo Picasso" (Jonathan Richman) – 4:06
3. "Never Get Old" – 4:25
4. "The Loneliest Guy" – 4:11
5. "Looking for Water" – 3:28
6. "She'll Drive the Big Car" – 4:35
7. "Days" – 3:19
8. "Fall Dog Bombs the Moon" – 4:04
9. "Try Some, Buy Some" (George Harrison) – 4:24
10. "Reality" – 4:23
11. "Bring Me the Disco King" – 7:45

CD2
1. "Waterloo Sunset" (Ray Davies) – 3:29
2. "Fly" – 4:10
3. "Queen of All the Tarts (Overture)" – 2:53
4. "Rebel Rebel (2002 Re-recording)" – 3:10
5. "Love Missile F1 Eleven" (Martin Degville/Tony James/Neal Whitmore) – 4:15
6. "Rebel Never Gets Old (Radio Mix)" – 3:27
7. "Rebel Never Gets Old (7th Heaven Edit)" – 4:19
8. "Rebel Never Gets Old (7th Heaven Mix)" – 7:23